# Lubinao
Lubinao (castellà Lubiano) és un poble (concejo) de la Zona Rural Est de Vitòria, al territori històric d'Àlaba.

## Geografia
Situat en l'extrem nord-est del municipi, en la faldilla de la muntanya Iturriaga (625 msnm), a l'entorn d'un extens roure de fulla petita i de l'embassament d'Ullíbarri-Gamboa, 8,5 quilòmetres del centre urbà, travessa la localitat l'estreta línia de la carretera local, A-3008.

## Demografia
Té una població de 35 habitants. L'any 2010 tenia 33 habitants.
| 2000 | 2001 | 2002 | 2003 | 2004 | 2005 | 2006 | 2007 |
| ---- | ---- | ---- | ---- | ---- | ---- | ---- | ---- |
| 35   | 35   | 36   | 39   | 42   | 36   | 35   | 35   |

## Història
Pertanyia a la merindad d'Harhazua, tal com consta en documento de 1025 citat en la
Reixa de San Millán. Lloc de la germandat de Vitòria i un dels 43 llogarets que s'uniren a Vitòria en diferents temps i ocasions i que en segregar-se en 1840 la Quadrilla d'Añana va romandre en la Quadrilla de Vitoria. Durant el regnat de Joan II de Castella foren destruïdes les torres dels Lubianos i la dels Arbulos, Ilárrazas, Mataucos i Miñanos. Durant l'Antic Règim pertanyia a la diòcesi de Calahorra, vicaria de Vitòria i arxiprestatge d'Armentia.

## Medi Ambient
Parc Forestal de Lubiano, format per un roure de fulla petita juvenil al costat d'unes tolles naturals.
El poble posseeix les muntanyes comunals d'Aranguren i Aranitxi.

## Patrimoni Monumental
- Església parroquial catòlica sota l'advocació de Nativitat de Nostra Senyora, data del segle xiii, edifici d'estil romànic de fàbrica de maçoneria. La torre adossada a capçalera data de 1773 i està formada per dos cossos.[4]
- Ermita de San Martín, antigament església parroquial del despoblat d'Ania, avui propietat comuna dels pobles de Lubinao, Arbulo, Matauku i Jungitu.